# Antonio Agustín
Antonio Agustín Albanell (Zaragoza, 26 de febrero de 1517 - Tarragona, 31 de mayo de 1586), conocido como Augustinus, fue un eclesiástico español que destacó como humanista, polígrafo y precursor del estudio histórico de las fuentes del Derecho.

## Biografía
Su padre, Antonio Agustín, fue vicecanciller de Aragón, consejero del rey Fernando el Católico y del rey Carlos I, embajador ante el rey Luis XI de Francia y el papa Julio II. Murió el 28 de marzo de 1523, y fue sepultado en un magnífico sepulcro de mármol obra del famoso Alonso Berruguete, en la capilla de San Jerónimo del Monasterio de la Iglesia basílica de Santa Engracia de Zaragoza. Doña Aldonza, esposa de éste y madre de Antonio Agustín Albanell, murió en 1529.
Tuvo por maestro de gramática y humanidades a Juan de la Cuadra. En 1526 fue a estudiar a la Universidad de Alcalá, en donde permaneció dos años, trasladándose posteriormente a la Universidad de Salamanca, donde estudió otros siete.
A fines de 1535 pasó a estudiar Jurisprudencia en la Universidad de Bolonia, donde fue alumno de Andrea Alciato. En octubre de 1537 se trasladó a la de Padua, donde se dedicó al estudio de la lengua griega y el cultivo de las bellas letras bajo el magisterio de Lázaro Bonamici. Permaneció en esta ciudad hasta últimos de julio de 1538.
El 4 de octubre del mismo año el cabildo de la Seo de Zaragoza lo presentó para una beca de cánones en el Colegio Mayor de San Clemente de los Españoles de Bolonia, en el que fue admitido el 27 de enero de 1539. El 3 de junio de 1541 recibió el grado de doctor en ambos Derechos, y permaneció en dicho Colegio hasta el 20 de octubre de 1544. En su primera gran obra, Emendationum et opinionum libri IV, propuso la tesis —hoy ampliamente aceptada— de que el manuscrito conocido como Littera Florentina fue la fuente de todas las demás copias subsistentes del Digesto, con lo cual puso en cuestión la autoridad del texto latino de las Pandectas.
Su carrera eclesiástica se inició en 1544 cuando fue nombrado para la Auditoría de la Rota Romana correspondiente a la Corona de Aragón, a petición del Reino.

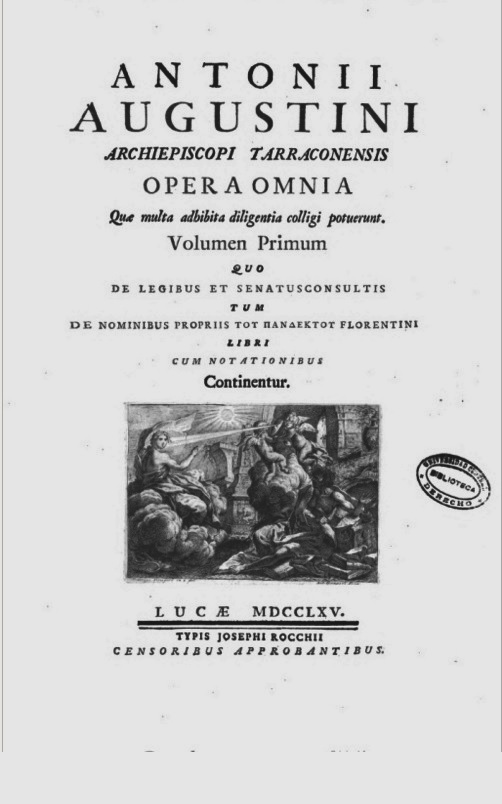
Primera página de Opera omnia de una edición de 1765.

Posteriormente fue legado pontificio para arreglar las diferencias entre los reyes de España y Francia. En 1555 el papa Julio III lo nombró nuncio apostólico y lo envió a Inglaterra para dar el parabién a la reina María I y su esposo don Felipe, futuro rey de España.
En 1556 fue nombrado Obispo de Alife (Alifano), en Nápoles, por el papa Pablo IV. En 1558 fue legado del mismo papa ante Fernando I, Rey de Romanos. Visitador de Sicilia nombrado por Felipe II el 19 de abril de 1559.
Tras el fallecimiento del obispo de Lérida fue presentado por el rey Felipe II para esta mitra, a la que fue promovido el 13 de octubre de 1561. Asistió también a las sesiones de la última etapa del Concilio de Trento, en donde manifestó su gran sabiduría, prudencia y celo por el bien de la Iglesia, y fue uno de los diputados de la Junta particular que tuvo el encargo de formar el decreto de residencia. Junto con Diego de Covarrubias redactó el decreto de observancia de los acuerdos adoptados en el concilio.
El 30 de octubre de 1576 fue elegido arzobispo de Tarragona y confirmado por Gregorio XIII. Tomó posesión de esta sede metropolitana el 10 de marzo de 1577. Durante su pontificado celebró tres concilios provinciales y mandó labrar a sus expensas en la Iglesia Metropolitana una insigne capilla dedicada al Santísimo Sacramento.
Participó en la edición del Corpus Iuris Canonici, compilación del Derecho canónico mandada publicar para uso oficial por el papa Gregorio XIII en 1580, y que constituyó la base de estudio y aplicación de este ordenamiento hasta la promulgación del primer Código de Derecho Canónico en 1917. 
Murió el 31 de mayo de 1586 y está enterrado en la Capilla del Santísimo Sacramento de la catedral de Tarragona, que él mismo había ordenado construir.

## Legado
Eminente polígrafo, entre las disciplinas que cultivó se cuentan la filología, la historia y el Derecho. Como humanista dominó el latín y el griego. También compuso poesía. Su interés por las antigüedades lo encaminó a aficionarse a la numismática, la epigrafía, la heráldica y los emblemas; todo ello redundó en amplios conocimientos de historia antigua y medieval. Fue Antonio Agustín quien inició en España el estudio científico de áreas como la numismática y la epigrafía clásica. Pionero en el estudio de las escrituras paleohispánicas, en 1587 sugirió distintas posibles lecturas de la leyenda en íbero de una ceca hallada en Ampurias.
De enorme interés es su correspondencia epistolar con Jerónimo Zurita, que da noticias de la recepción de la literatura italiana en Aragón. Escribió sus cartas en un latín de raigambre ciceroniana y en italiano, además de en castellano. Leyó en varios idiomas, desde el griego hasta el catalán, aunque su obra escrita está íntegramente en latín, excepto sus Diálogos de medallas, inscripciones y otras antigüedades (Tarragona, 1587) y Diálogos de las Armas y linajes de la nobleza de España, obra publicada por Mayáns en el siglo XVIII; ambas obras compuestas en castellano.
Entre sus obras en latín destacan Emendationes (Venecia, 1543, escrita en Bolonia), Varron (Roma, 1557) y Alveolus (escrito hacia 1554 en Roma), un códice con apuntes relativos a la poesía, la retórica, la paremiología o la teología; una miscelánea de amplia erudición que muestra su dominio del latín, el italiano y el castellano.
Entre sus conocimientos se encuentran la arqueología, jurisprudencia, estudios canónicos, humanidades y filología y estableció una clasificación de la heráldica, numismática y epigrafía.
Dio un gran impulso a la imprenta, instalando un taller en Tarragona dirigido por Felipe Mey. De esta colaboración nació una prolija biblioteca actualmente conservada en el Monasterio de San Lorenzo de El Escorial.
La Biblioteca de Reserva de la Universidad de Barcelona conserva más de treinta obras que formaron parte de la biblioteca personal de Agustí Albanell, y varios ejemplares de los exlibris empleados a lo largo de su vida.

## Obras
- Emendationum, et opinionum libri IV ad modestinum sive de excusationibus liber singularis. His libris maxima juris civilis pars ex Florentinis pandectis emendatur et declaratur. Venetiis expensis haeredum Lucae Antonii Juntae Florentini, 1543.
- M. Terentii Varronis pars librorum IV de lingua latina ex Biblioteca Antonii Augustini. Roma ap. Vincentium Bladum, Impresorem Cameralem, 1557.
- M. Verri Flacci, et Sexti Pompei Festi de Verborum significatione. Ex Bibliotheca Antonii Augustini. Rome 1560.
- Constitutionum Graecarum Codicis Justiniani Imperatoris Colectio et Interpretatio.
- Diálogos de las medallas, inscripciones y otras antigüedades, 1587.
- Ad edictum perpetuum
- De diversis regulis antiqui juris explanationes, 1581.
- La Cyropedia de Xenofonte en castellano, 1579
- Breviario ilerdense
- Diálogos de las armas y linajes de España

| Predecesor: Miguel Despuig            | Obispo de Lérida 1571 - 1576       | Sucesor: Miguel Tomás de Taxaquet |
| Predecesor: Gaspar Cervantes de Gaeta | Arzobispo de Tarragona 1575 - 1576 | Sucesor: Joan Terès i Borrull     |